# Cratone del Congo

Posizione approssimativa dei cratoni mesoproterozoici (età superiore a 1,3 miliardi di anni) in Sud America ed Africa. I continenti sono stati ruotati nella loro posizione durante il Triassico, per mostrare quale fosse la posizione relativa dei cratoni prima dell'apertura dell'Atlantico meridionale.

Il cratone del Congo è un antico cratone precambriano che occupa una piccola area del Brasile orientale e una vasta parte dell'Africa centro-meridionale, estendendosi dalla regione del fiume Kasai (nella Repubblica Democratica del Congo), fino al Sudan e all'Angola. Forma anche parte di Gabon, Cameroon e Repubblica Centrafricana, con una piccola propaggine in Zambia dove è chiamato Bangweulu Block.
Assieme a altri quattro cratoni (Kaapvaal, Zimbabwe, Tanzaniano, e Africano occidentale) costituisce il moderno continente africano. Questi cratoni si formarono tra i 3,6 e i 2 miliardi di anni fa (Ga) e sono stati tettonicamente stabili fin da quell'epoca. Tutti questi cratoni sono tenuti assieme da cinture orogeniche formatesi tra i 2 Ga e i 300 Ma (milioni di anni fa), e in particolare durante l'orogenesi Pan-Africana di 600 Ma.
Il cratone del Congo si è originato nel tardo periodo Neoproterozoico, dalla disgregazione del supercontinente Rodinia 750 milioni di anni fa. Era una bassa piattaforma delle dimensioni della Cina, ricoperta di calcare e argille friabili contenenti strati di diamictite di origine glaciale.
Circa 600 milioni di anni fa, è entrato a far parte del paleocontinente del Gondwana Orientale. 
Dal Paleozoico ai giorni nostri ha ospitato il bacino del Congo che lo ha quasi completamente ricoperto coi suoi sedimenti.
Le rocce più antiche affiorano in Tanzania.